# Развојни фонд Уједињених нација за жене
Развојни фонд Уједињених нација за жене, познат као УНИФЕМ (енгл. United Nations Development Fund for Women) обезбеђује финансијску и техничку помоћ иновативним програмима и стратегијама који промовишу женска људска права, политичку ангажованост и економску сигурност. Од 1976. године фонд је подржао јачање положаја жена и равноправност између полова кроз регионалне канцеларије и везе са женским организацијама у свим регионима света. Програм ове организације је почео 1996. у Јужној Африци проширивши се на источну Африку, Југоисточну Азију, Јужну Азију, Централну Америку и регион Анда.
Принцеза Басма бинт Талал од Јордана изабрана је за УНИФЕМ амбасадора добре воље 1996. године.
Дана 26. јануара, 2006. УНИФЕМ је номиновао Никол Кидман за свог амбасадора добре воље.

## Извршни директори
Извршни директори Развојног фонда Уједињених нација за жене били су:
- Margaret C. Snyder  САД, (1978-1989)
- Sharon Caprling-Alakija  Канада, (1989-1994)
- Norleen Heyzer  Сингапур, (1994-2007)
- Inés Alberdi  Шпанија, (2007-2014)